# Angelo Salutante
Az Angelo Salutante a magyar Stonehenge első stúdiólemeze, mely 2001-ben került először kiadásra CD-n, illetve kazettán a Nail Records által. A CD-változaton egy multimédiás alkalmazás is található információkkal az együttesről, valamint a Between Two Worlds videóklipjével. Az Angelo Salutante megjelenésének évében elnyerte az év magyar rockzenei lemeze díjat.
A lemez Magyarországon kívül Franciaországban, Spanyolországban, Tajvanban, Németországban, Olaszországban, Görögországban és Portugáliában is megjelent. A lemez tajvani kiadásán szerepel a Unity című szám, melyet a Pain of Salvation énekese, Daniel Gildenlöw, Bátky „BZ” Zoltán (a dal szerzője) és Hidasi Barnabás vett fel jóval a lemez magyarországi megjelenése után. A Between Two Worlds című dal videóklipjének elkészítésében nagy szerepet játszott Asztalos András, akinek nevét a magyar Star Wars, illetve Star Trek filmek fémjelzik.
Az Angelo Salutante 2015-ben felkerült a legnagyobb hatású magyar metal-albumok listájára.

## Számok listája
1. Invocation – 1:29
2. Newcomer – 7:37
3. For Another – 4:48
4. Wendigo – 6:51
5. Angelo Salutante – 2:13
6. Angels – 5:01
7. Full Moon – 5:26
8. Whisper – 3:42
9. Between Two Worlds – 6:09
10. Rambling – 7:20
11. Fly – 6:48
12. Yellow – 3:55
13. Unity (bónusz a tajvani kiadáson, Daniel Gildenlöw közreműködésével készült szám)

## Közreműködő zenészek
- Bóta Balázs - gitár
- Bátky „BZ” Zoltán - ének
- Szabó Kristóf - dob
- Baki Ádám - billentyűs hangszerek
- Temesi Bertalan - basszusgitár